# 엘리하이
메가스터디교육의 초등 온라인 학습 브랜드이다.
기존에는 중등 엠베스트의 초등 고학년 서비스인 엠베스트 주니어로 런칭되어 엠주니어, 엠베스트 초등이란 이름으로 서비스를 지원했고, 이후 2018년 12월 엘리하이라는 이름의 초등인강으로 리브랜딩 하였다. 엘리하이의 뒤를 이어 유아 학습 브랜드인 엘리하이키즈도 2023년 7월 런칭했다.

예비초부터 6학년까지 초등학생들을 대상으로 학습 콘텐츠를 제공한다.  초등 온라인 학습 1위 브랜드로, 학교공부는 기본이고, 이밖에 영어·수학 심화 학습이나 영재교육원 대비까지 할 수 있는 게 특징이다.  고등 메가스터디, 중등 엠베스트에서부터 내려온 브랜드다 보니 과목별 선생님이 굉장히 탄탄하다는 평이 많다. 실제로 업계에서 가장 많은 강사진을 보유하고 있다.

## 상품

### 프라임종합반
전용 태블릿을 이용해 초등 전 학년 전 강좌와 콘텐츠, 서비스 등을 무제한으로 이용할 수 있는 엘리하이의 대표 상품.
과목별로 선생님이 워낙 많아 마음에 드는 선생님의 수업을 선택해서 들을 수 있다는 장점이 있음. 명문대 출신, 학교 선생님, EBS강사 등 선생님 이력도 투명하게 공개되어 있어 학부모들도 안심하고 자녀 교육을 맡긴다고. 물론 강의 외에도 연산, 암산, 구구단, 파닉스, 쉐도잉, 보카 등의 학습 어플과 유명 도서까지 학습 콘텐츠가 다양하다.
간혹 맘카페나 커뮤니티에 '엘리하이는 고학년용이고 저학년에게는 어렵다'는 글이 있는데, 오히려 저학년 전용 학습 화면과 콘텐츠가 구성되어 있을 정도이고 캐릭터 위주의 놀이식 콘텐츠도 많아 실제 저학년 학생들의 반응은 좋다고. 최근에는 예비초~초3학년을 위한 수학 화상 수업 서비스도 오픈했다. 참여형 실시간 화상 수업으로, 선생님과 직접 소통하며 학습할 수 있다는 것이 특징. 학년이랑 무관하게 수준에 맞는 단계를 선택해 수업을 들을 수 있는 것도 장점이다.
프라임종합반을 수강하면 중등인강 1위 엠베스트도 무료로 들을 수 있다. 초1부터 중3까지 학습이 가능한 셈. 중학교 과정 예습은 물론 중등 자녀가 있는 경우에는 기기 한대로 같이 공부할 수도 있다.

### 영재특목반
프라임종합반 기본 서비스에 영재교육원, 특목고 준비를 위한 콘텐츠와 서비스가 추가 제공되는 상품이다.
영재교육원을 준비한다면 필수로 수강해야 하는 수학/과학 심화 강좌는 물론이고, 영재교육원 관찰추천 종합관리 프로그램, 영재원 대비 기출유형 서비스, 전문 입시 컨설팅까지 콘텐츠와 서비스가 매우 다양하고, 퀄리티 역시 뛰어나다는 평이다. 특히 컨설팅 프로그램이 인상적인데, 입시 전문 교육을 수료한 전담 입시 전문가 2명이 맞춤 학습/입시 컨설팅 제공한다고 한다.
엘리하이는 메가스터디와 엠베스트를 전신으로 하는 초등인강이다보니 누적된 데이터나 정보, 노하우가 압도적 수준이라고 함. 그래서인지 엘리하이 하나만으로 대학 부설 영재교육원에 합격했다는 후기들도 심심찮게 발견할 수 있다.

## 강사
국어:맹지현,심민경,윤지영,최세희
수학:권지민,김용길,한중근,이주희,최경라,김수진,정주연,임수지,한송이,고현진,정유진,최재정,황혜린,박새롬,문선진,김문선,강현정
사회:한유진,김경섭
과학:오투,유석훈,김보연,최지현
영어:조지영,카메론,임예솔,조민정,조정현,알리샤,고연정,에이미

## 같이 보기
- 엠베스트